# Pokolj u Muštanici 24. srpnja 1992.
Pokolj u Muštanici je bio ratni zločin, počinjen početkom srpske agresije na BiH 24. 1992. Počinili su ga srpski teroristi nad Hrvatima iz zaselka Muštanica u selu i župi Stara Rijeka, 8 km južno od Sanskog Mosta.

## Tijek događaja
Nakon što su srpske snage nasilno uspostavile svoje civilne vlasti u općinama Prijedor i Sanski Most su, za razdoblje od 22. do 30. svibnja 1992. su dale ultimatum nesrbima u ljubijskom kraju, u kojemu su tražili od istih da “srpskim vlastima” predaju svo naoružanje u svom posjedu. Za potvrdu ozbiljnosti svojim prijetnjama, ultimatum je bio poduprijet prethodnim granatiranjem nesrpskih sela.
Nakon svih tih poteza novih srpskih vlasti, ljubijski Hrvati i Muslimani su udovoljili zahtjevima iz ultimatuma, s time da su neka sela predavala oružje još par dana poslije, pa su tako učinili i Hrvati u Briševu i Staroj Rijeci 31. svibnja 1992. godine.
Unatoč predaji oružja, nove srpske vlasti se ne zadovoljavaju time, pa uskoro bez ikakvog razloga uhićuju članove HDZ-a i SDA i većinu bogatijih i uglednih Hrvata i Muslimana iz ljubijske okolice te ih odvode u sabirne logore u Sanski Most (Krings) i u prijedorsku okolicu (Keraterm, Trnopolje i Omarsku).
Nasilno uspostavljene srpske vlasti su prisilno mobilizirali sve vojno sposobne Hrvate i Muslimane u srpsku vojsku, a oni koji su se usprotivili tome su odvedeni u logore.
Unatoč tome što su Hrvati i Muslimani predali oružje u tom razdoblju, već 30. svibnja je Radio-Prijedor prenosio poruke "“Kriznog štaba srpske opštine Prijedor" "oružanom napadu na grad Prijedor i na srpski narod" i o "borbama sa ustaško - muslimanskim snagama", stvarajući neprijateljsku atmosferu prema tamošnjim Hrvatima i Muslimanima.
Sva ta popuštanja domaćih Hrvata nisu pomogla. Brigade iz sastava "Banjalučkog korpusa Srpske vojske", prijedorska 5. kozarska brigada i sanskomošćanska 6. krajiška brigada, uz pomoć Srba iz susjednih sela su 24. i 25. srpnja napravile mješoviti napad topništvom, minobacačima i pješaštvo, a potom su ušle u sela Briševo, Raljaš i Muštanica (kod Stare Rijeke).
Srpski napadači ubili na okrutan način 13 civila.
25. srpnja, pripadnici sanskomošćanske srpske 6. krajiške brigade su uhitili još 40 civila Hrvata i Briševa i Stare Rijeke i zatvorili ih u logor Krings u Sanskom Mostu.
U prvoj polovici srpnja 1993. je zabilježeno da su blokirane prometnice koje su vodile kraj područja s masovnim grobnicama, a nakon odblokiranja, primijećeno je da su na mjestima masovnih grobnica vršena raskopavanja i navoženja nove zemlje, sve u cilju zametanja tragova.
Prvotno poznata lokacija masovne grobnice (jedne ili više njih) je mjesno katoličko groblje "Grošića groblje", gdje su pokopana tijela 16 civila Hrvata  ubijenih 24. i 25. srpnja 1992. godine.
Kao nastavak tog pohoda, župna crkva i kuća u Staroj Rijeci su opustošene i minirane, a uskoro se skoro se se svi rimokatolički vjernici (preko 1500 župljana) iz te župe raselili.

## Vanjske poveznice
- [neaktivna poveznica] 15 godina od stradanja Hrvata u Briševu
- Banjolučka biskupija  Arhivirana inačica izvorne stranice od 8. rujna 2008. (Wayback Machine) Sveta potvrda u župi mučenika
- Katolički tjednik  Arhivirana inačica izvorne stranice od 24. listopada 2007. (Wayback Machine) Petnaesta obljetnica briševskog pokolja
- MVP RH[neaktivna poveznica] Odjel za informiranje 399-95
- Stara Rijeka na fallingrain.com